# Philip Hubble
Philip Hubble (Reino Unido, 19 de julio de 1960) es un nadador británico retirado especializado en pruebas de estilo mariposa, donde consiguió ser subcampeón olímpico en 1980 en los 200 metros.

## Carrera deportiva
En los Juegos Olímpicos de Moscú 1980 ganó la medalla de plata en los 200 metros mariposa, con un tiempo de 2:01.20 segundos, tras el soviético Sergey Fesenko y por delante del alemán Roger Pyttel.
Y en el campeonato europeo de Split de 1981 volvió a ganar la plata en la misma prueba.